# Tachydromia
Tachydromia is een geslacht van insecten uit de familie  Hybotidae.

## Soorten
- T. acklandi Chvala, 1973
- T. aemula (Loew, 1864)
- T. alteropicta (Becker, 1889)
- T. annulimana Meigen, 1822
- T. arrogans (Linnaeus, 1761)
- T. bimaculata (Loew, 1863)
- T. calcanea (Meigen, 1838)
- T. calcarata (Strobl, 1910)
- T. carpathica Chvala, 1966
- T. catalonica (Strobl, 1906)
- T. caucasica Chvala, 1970
- T. connexa Meigen, 1822
- T. costalis (von Roser, 1840)
- T. chelana Melander, 1928
- T. denticulata (Oldenberg, 1912)
- T. diversipes Melander, 1910
- T. edenensis Hewitt & Chvala, 2002
- T. enecator Melander, 1902
- T. excisa (Loew, 1864)
- T. halidayi (Collin, 1926)
- T. halterata (Collin, 1926)
- T. harti Malloch, 1919
- T. hirtipes Melander, 1928
- T. incompleta (Becker, 1900)
- T. interrupta (Loew, 1864)
- T. lundstroemi (Frey, 1913)
- T. maculipennis Walker, 1849
- T. microptera (Loew, 1864)
- T. monaca Melander, 1928
- T. monserratensis (Strobl, 1906)

- T. morio (Zetterstedt, 1838)
- T. nigerrima (Bezzi, 1918)
- T. obsoleta (Strobl, 1910)
- T. ornatipes (Becker, 1890)
- T. parva Chvala, 1970
- T. phengites Melander, 1928
- T. productipes (Strobl, 1910)
- T. pseliophora Melander, 1928
- T. pseudointerrupta Chvala, 1970
- T. punctifera (Becker, 1900)
- T. rhyacophila Chvala, 1995
- T. sabulosa Meigen, 1830
- T. schnitteri Stark, 1994
- T. schwarzii Coquillett, 1895
- T. smithi Chvala, 1966
- T. styriaca (Strobl, 1893)
- T. subarrogans Kovalev & Chvala, 1985
- T. tacoma Melander, 1928
- T. terricola Zetterstedt, 1819
- T. tuberculata (Loew, 1864)
- T. umbrarum Haliday, 1833
- T. undulata (Strobl, 1906)
- T. varipennis Coquillett, 1903
- T. woodi (Collin, 1926)